# Hedi Fritz-Niggli

Hedi Fritz-Niggli, ca. 1970

Hedi Fritz-Niggli (* 22. Oktober 1921, in Zürich; † 31. Mai 2005, ebenda) war eine Schweizer Strahlenbiologin. Sie gilt als Begründerin der Strahlenbiologie in der Schweiz.

## Leben
Hedwig Fritz-Niggli war die Tochter von Paul Niggli und Hedwig Niggli geborene Dübendorfer sowie die Schwester des Mineralogen Ernst Niggli. Sie studierte Biologie und Medizin an der Universität Zürich, wo sie 1946 promovierte. 1950 begann sie im Auftrag des Zürcher Radiologen Hans Rudolf Schinz (1891–1941) mit dem Aufbau des ersten strahlenbiologischen Laboratoriums am Radiologischen Zentralinstitut des Kantonsspital Zürich.
1952 habilitierte sie sich an der Universität Zürich und wurde 1958 zur Titularprofessorin ernannt. 1963 wurde das strahlenbiologische Labor in ein eigenständiges Institut für Strahlenbiologie umgewandelt und Fritz-Niggli zur Institutsvorsteherin und Extraordinaria der Medizinischen Fakultät gewählt. 1964 gründete sie die Schweizerische Gesellschaft für Strahlenbiologie und amtierte als deren erste Präsidentin. Von 1969 bis 1976 war sie als erste Frau Mitglied im Schweizerischen Wissenschaftsrat. 1970 zur Ordinaria befördert, leitete sie das Institut bis zu ihrer Emeritierung im Jahre 1989. 1968 und 1984 war sie Präsidentin der European Society for Radiation Biology.
Der Zürcher Regierungsrat beschloss 1996 das Gebiet der ionisierenden Strahlen am Strahlenbiologischen Institut fallen zu lassen. Damit ging das einzige Schweizer Zentrum für Strahlenbiologie verloren.

## Werk
Hedi Fritz-Niggli war während über 40 Jahren in der strahlenbiologische Forschung tätig und bildete zahlreiche Mediziner und Biologen aus. Fritz-Niggli und ihr Mitarbeiter Christian Michel wiesen auf Schädigungen durch niedrige Strahlendosen insbesondere beim Ungeborenen und in der empfindlichen Entwicklungsphase der Lebewesen hin. Sie fanden bei ihren Untersuchungen mit „locker ionisierenden“ Röntgenstrahlen verschiedene Missbildungen schon bei einer Dosis von 10 mSv.
Sie verfasste über 250 wissenschaftliche Artikel in Fachzeitschriften und Tagespresse, vier Lehrbücher und heute noch gültige Standardwerke der Strahlenbiologie. Sie galt als gefragte Expertin in Fachgremien und Kommissionen.

## Auszeichnungen und Mitgliedschaften
Für ihr Engagement im Dienste der Strahlenforschung wurde sie im In- und Ausland mit zahlreichen Auszeichnungen geehrt:
- 1962 Mitglied der Deutschen Gesellschaft für Biophysik
- 1964 Gründungspräsidentin der Schweizerischen Gesellschaft für Strahlenbiologie (SGS)[3], aus der später die Schweizerische Gesellschaft für Strahlenbiologie und Medizinische Physik hervorging
- 1965 Mitglied der Leopoldina
- 1967 Literaturpreis der Stadt Zürich für ihren NZZ-Artikel
- 1992 Hanns-Langendorff-Medaille
- 1981 Ehrenmitgliedschaft der Schweizerischen Gesellschaft für Radiologie und Nuklearmedizin für ihre hervorragenden Verdienste in der Förderung der Strahlenbiologie in der Schweiz und weltweit, Ehrenmitgliedschaft der Schweizerischen Gesellschaft für Strahlenbiologie und Strahlenphysik, der späteren Schweizerischen Gesellschaft für Strahlenbiologie und Medizinische Physik
- 2014 Hedi-Fritz-Niggli, die zwischen 1970 und 1990 die einzige Medizinprofessorin in Zürich war, ist Namensgeberin für die Hedi-Fritz-Niggli-Gastprofessur, die zur vermehrten Berufung hervorragender Gastprofessorinnen an die Universität Zürich eingerichtet wurde

## Veröffentlichungen (Auswahl)
- Wirkung von Phenol bei Behandlung von Larvenovarien in vitro, sowie nach Verfütterung und Eibehandlung: Mutationsversuche mit Chemikalien an Drosophila melanogaster. Zürich 1947. (Diss. Phil. II. Univ. Zürich.)
- Strahlenbiologie. Grundlagen und Ergebnisse. Thieme Verlag, Stuttgart 1959.
- Allgemeine Strahlenbiologie. In: Handbuch der allgemeinen Pathologie, Zehnter Band, Erster Teil. Springer Verlag, Berlin 1960, S. 1–126.
- Vererbung bei Mensch und Tier. Eine Einführung in die Genetik. Thieme Verlag, Stuttgart 1961.
- Strahlenwirkung und Milieu: Internationales Radiobiologisches Symposion in Montreux vom 28. Mai bis 3. Juni 1961. Urban & Schwarzenberg, München 1962.
- Geheimschrift der Biologie. Nymphenburger Verlagshandlung, München 1967.
- Strahlengefährdung, Strahlenschutz: ein Leitfaden für die Praxis. Huber Verlag, Bern/Stuttgart/Wien 1975, ISBN 3-456-80135-1.
- Biomedizinische Grundlagen zu den möglichen gesundheitlichen Risiken des Schweizers nach Tschernobyl. Generalversammlung des Energieforums Schweiz, Bern, 19. Juni 1986, Energieforum Schweiz, Bern 1986.
- Die Bedeutung der Strahlenbiologischen Forschung für die Strahlentherapie. In: Friedrich-Ernst Stieve: 70 Jahre. Institut für Strahlenhygiene des Bundesgesundheitsamtes. Alexander Kaul (Hrsg.), Institut für Strahlenhygiene, Neuherberg bei München 1986, ISBN 3-924403-82-1.
- Strahlengefährdung, Strahlenschutz : ein Leitfaden für die Praxis. Verlag Huber, Bern/Göttingen/Toronto/Seattle 1997, ISBN 3-456-82830-6.
- Monika Amos (Pseudonym von Hedi Fritz-Niggli), Der strahlende Tod. (Kriminalroman) Rothenhäusler Verlag, Stäfa 1997, ISBN 3-907960-91-2.